# Euphyia purpurifera
Euphyia purpurifera är en fjärilsart som beskrevs av Richard William Fereday 1853. Euphyia purpurifera ingår i släktet Euphyia och familjen mätare. Inga underarter finns listade i Catalogue of Life.